# Dinteracanthus
Dinteracanthus, biljni rod iz porodice primogovki smješten u vlastiti podtribus Dinteracanthinae, dio tribusa Ruellieae, potporodica Acanthoideae. Postoji 4 afričke vrste, od kojih su 3 endemi iz Namibije Opisan je u Vierteljahrsschrift der Naturforschenden Gesellschaft in Zürich 60: 416. 1915. 

## Vrste
1. Dinteracanthus acetabulus (E.A.Tripp & K.G.Dexter) E.A.Tripp & I.Darbysh.
2. Dinteracanthus asper Schinz
3. Dinteracanthus diversifolius (S.Moore) E.A.Tripp & I.Darbysh.
4. Dinteracanthus kaokoanus (E.A.Tripp & K.G.Dexter) E.A.Tripp & I.Darbysh.

## Rasprostranjenost
Angola, Namibija.